# Мариан Лупу
Мариа́н Илич Лу́пу (на румънски: Marian Lupu) е молдовски политик, лидер на Демократическата партия на Молдова. В периода между 2005 и 2009 г. е заемал поста председател на парламента на Молдова, а президент на Молдова от 30 декември 2010 г. Владее френски, английски и руски език.

## Биография
Роден е на 20 юни 1966 г. в гр. Белци, Молдовска ССР, в семейство на учителите Или Лупу и Лариса Лупу. Когато е на 6-годишна възраст, се преместват да живеят в Кишинев.

### Образование
Завършва с отличен училище през 1983 г. През 1987 година завършва Факултета по икономика и търговия в Държавния университет на Молдова. От 1987 г. е докторант в Московската академия по икономика и Държавния университет на Молдова, след което през 1991 г. получава научната степен кандидат на икономическите науки.

### Кариера
Член на ВЛКСМ (1980 – 1988). Член на Комунистическата партия на Съветския съюз (1988 – 1991). От 1991 г. работи в Министерството на външните икономически отношения, Министерството на икономиката, първо като главен специалист, след това началник на отдел, ръководител на отдел, а от 1997 г. – директор на дирекция. В периода между 1992 и 2000 г. е и изпълнителен директор на програмата TACIS за Молдова.
През 1994 г. преминава специални курсове по макроикономика във Вашингтонския институт на Международния валутен фонд, а през 1996 г. – курсове по международна търговия в Института на Световната търговска организация в Женева.
На 24 май 2001 г. става заместник-министър на икономиката, координатор на Министерството на външните работи и търговията към министерството. На 5 август 2003 г. става министър на икономиката.
На 6 март 2005 г. е избран за член на Европейския парламент от листата на Партията на комунистите на Република Молдова. На 24 март 2005 г. е избран за председател на парламента.
През месец юни 2009 г. напуска Комунистическата партия и се присъединява към Демократическата партия, а от 10 юни става неин председател.